# Munkhtsetseg Chuluunbaatar
Munkhtsetseg «Muugii» Chuluunbaatar (née le 13 février 1982) est une archère mongole.

## Biographie
Munkhtsetseg Chuluunbaatar commence le tir à l'arc en 2000. Elle commence sa carrière internationale en 2010. Son premier podium continental est en 2011, alors qu'elle remporte l'argent à l'épreuve par équipe femmes de l'arc classique.

## Palmarès
- Championnats d'Asie[1]
  -  Médaille d'argent à l'épreuve par équipe femmes aux championnats d'Asie 2011 à Téhéran.